# Типу
Ти́пу (эст. Tipu) — деревня в волости Пыхья-Сакала уезда Вильяндимаа, Эстония.
В 1991—2017 годах (до административной реформы местных самоуправлений Эстонии) входила в состав волости Кыпу (упразднена).

## География и описание
Расположена в 29 километрах к западу от уездного центра — города Вильянди. Высота над уровнем моря — 28 метров. По территории деревни течёт река Ристи. В деревне находится исток реки Тырамаа.
Климат умеренный. Официальный язык — эстонский. Почтовый индекс —  71211.

## Население
По данным переписи населения 2021 года, в Типу проживали 20 человек, все — эстонцы.
По данным переписи населения 2011 года, число постоянных жителей деревни составляло 28 человек, из них 26 (92,9 %) — эстонцы.
Численность населения деревни Типу по данным переписей населения:
| Год  | 1959 | 1970 | 1979 | 1989 | 2000 | 2011 | 2021 |
| ---- | ---- | ---- | ---- | ---- | ---- | ---- | ---- |
| Чел. | 71   | ↘ 31 | ↗ 52 | ↘ 47 | ↘ 33 | ↗ 28 | ↘ 20 |

## История
Официально, как деревня, Типу появилась на географических картах в 1930-х годах. 
В 1977 году, в период кампании по укрупнению деревень, с Типу были объединены деревни Халлисте (в письменных источниках 1584 года упоминается как Alistha, 1599 года — Alisth, 1724 года — Halliste Külla, 1797 года — Hallist, 1839 года — Halliste), Пийри (эст. Piiri) и Тырамаа (эст. Tõramaa).
В здании бывшей деревенской школы с 1970-х годов размещалась база практики Тартуского университета, где проводились выездные практикумы по ботанике. С 2007 года в нём располагается Типуская школа природы.

## Известные уроженцы
- Виллем Рейман (1861—1917)— эстонский общественный деятель, один из руководителей эстонского национального движения, богослов и историк.